# Prinzessin Fantaghirò III
Prinzessin Fantaghirò III ist der dritte Teil der Fantaghirò-Reihe aus dem Jahr 1993. Zum dritten Mal übernahmen Lamberto Bava die Regie und Alessandra Martines die titelgebende Hauptrolle. Ursprünglich wurde der Film im Fernsehen als Zweiteiler ausgestrahlt und enthält somit Teil 5 und 6 der Reihe. Kim Rossi Stuarts Rolle als Romualdo, dem Helden der ersten beiden Filme, hat nur wenige Auftritte, es wurde auch teilweise auf Archivmaterial zurückgegriffen – aus diesem Grund wird sein Name im Vorspann mit dem Hinweis „unter Mitwirkung von“ genannt.
Die Rolle der Weißen Hexe übernimmt ab diesem Teil Barbora Kodetová.

## Handlung
Der böse Zauberer Tarabas, der mächtigste und zugleich grausamste seiner Zunft, hört von seiner Mutter Xellesia, dass ein Königskind, nicht älter als 10 Jahre, ihn eines Tages entmachten könne. Daraufhin schickt er seine steinerne Armee los, um alle Prinzen und Prinzessinnen, vom Säugling bis ins zehnte Jahr, gefangen zu nehmen und in sein finsteres Reich zu bringen, welches zuvor kein Sterblicher betreten hat.
So sollen auch die Kinder der zwei Schwestern Fantaghiròs gestohlen werden. Die können sich aber mit ihren beiden Babys auf das Schloss ihrer Schwester retten. Dort entbrennt ein Kampf, der für die Bewohner des Schlosses hoffnungslos scheint, da die Krieger unverwundbar sind. Doch Fantaghirò erkennt, dass man sie mit Wasser wieder zu Stein verwandeln kann. Daraufhin schickt sie ihren Geliebten Romualdo zum Fluss, mit zwei Puppen als Köder für die steinernen Krieger.
Romualdo gelingt es, die Krieger glauben zu lassen, die Königskinder wären ertrunken und somit wertlos. Leider fällt er im Gefecht ebenso wie die Feinde ins Wasser und wird zu Stein. Fantaghirò ist verzweifelt, als nicht einmal ein Kuss ihn ins Leben zurückrufen kann. Blitz und Donner, die beiden ehemaligen Gehilfen der schwarzen Hexe, bieten ihr ihre Hilfe an. Sie sammeln die Einzelteile der Hexe, die von Fantaghirò vernichtet wurde, wieder ein und erwecken (zunächst nur) ihren Kopf wieder zum Leben. Von ihr erfährt Fantaghirò, dass sie Romualdo zwar durch einen Kuss retten kann, ihr dies aber nur gelingt, wenn sie den bösen Tarabas küsst, der verantwortlich ist für das ganze Unglück. Obwohl sie nicht weiß, wo sein Reich ist, macht sie sich auf den Weg, ihn zu finden.
Inzwischen waren die Soldaten Tarabas’ in den anderen Königreichen sehr erfolgreich und bringen ihrem Herrn fast alle Königskinder. Xellesia, die Mutter des grausamen Herrschers, versteht nicht, warum er sie nicht tötet. Tarabas aber interessiert sich nur dafür, welches der Kinder ihn stürzen wird und vor allem, wie. Doch die Kinder haben zu viel Angst vor ihm, und auch Süßigkeiten machen sie nicht gesprächiger. Er kann nicht verstehen, warum sie sich so sehr nach der Liebe ihrer Eltern sehnen. Schließlich sperrt er die Kinder in ein Haus ganz aus Süßigkeiten an der Erdoberfläche. Damit sie sich nicht durch das Haus essen und entkommen, zaubert er eine Art Gitter vor ihre Münder.
Auf ihrer Suche nach Tarabas folgt Fantaghirò dessen Armee, die gerade ein Schloss angegriffen hat. Das Königspaar ist schon ermordet, sodass sie nur noch die freche und sture Königstochter Smeralda retten kann. Um sich gegen die Übermacht der Krieger zu wehren, bittet sie Blitz und Donner zu Hilfe, die einen Regenschauer heraufbeschwören, welcher die Soldaten wieder zu Stein werden lässt. Fantaghirò ist wütend auf Tarabas und seine Grausamkeit an den Menschen und fordert ihn heraus. Tarabas hört ihre Worte und beschließt, in die Welt der Menschen zu gehen. Er möchte wissen, warum ihn diese Frau so sehr hasst.
Inzwischen haben sich Fantaghirò und Smeralda zu Pferd aufgemacht, um zu Fantaghiròs Schloss zurückzukehren. Im Wald begegnet ihnen ein Adler. In Wirklichkeit ist es Tarabas, der versucht, die junge Kämpferin zu hypnotisieren. Doch Smeralda verscheucht ihn mit ihrer Schleuder. Verletzt fliegt er fort und fällt in seiner menschlichen Form bewusstlos zu Boden. Fantaghirò findet den Bewusstlosen, nichts ahnend, wer da vor ihr liegt. Tarabas ändert seine Taktik und beschließt, sie durch den Wald zu geleiten.
Später machen sie dann doch eine Rast, weil zu viele Wölfe unterwegs sind. Fantaghirò und Tarabas unterhalten sich miteinander. Er erzählt ihr, dass er vor einer Frau auf der Flucht ist, die ihn hasst, und er den Grund ihrer Verachtung nicht kennt. Fantaghirò erzählt ihm, dass sie jemanden verfolgt, den sie aus tiefsten Herzen hasst. Tarabas sagt, dass sie ihn verfolgt, doch die Prinzessin verneint, da sie nicht glaubt, dass jemand, der böse ist, so gütige Augen hätte wie er. Tarabas ist verwirrt. Fantaghirò sieht in ihm etwas Gutes. Sie ist die erste Person in seinem Leben, die nett zu ihm ist. Als Fantaghirò sich schlafen legt, überkommt Tarabas das Bedürfnis, sie zu küssen. Xellesia, die alles beobachtet hat, schickt ihre Gnome aus, um das zu verhindern. Sie hat Angst um die Macht ihres Sohnes. Doch der lässt sich nicht abbringen. Gerade in dem Moment, in dem er sie küssen möchte, verwandelt er sich plötzlich in ein abstoßendes Ungeheuer und rennt davon.
Endlich zurückverwandelt, fragt sich Tarabas, wie das geschehen konnte. Seine Mutter erklärt ihm, dass dieser Fluch nur wirksam wird, wenn er verliebt ist. Sobald er Liebe zu einer Frau spürt und sie küsst, verwandelt er sich in eine Bestie und verschlingt die Geliebte. Xellesia tat dies, damit er weiter böse sein kann. Denn niemand, der liebt, kann noch grausam sein. Tarabas ist so verzweifelt, dass er sogar zum ersten Mal in seinem Leben weint.
Am nächsten Morgen sind Fantaghirò und Smeralda allein. Der Fremde ist verschwunden. Auf ihrem Weg weiter durch den Wald begegnen sie wieder den Steinkriegern. Fast schaffen diese es, Smeralda zu rauben, doch da taucht Tarabas auf und rettet sie. Er begleitet sie weiter und versucht, Fantaghiròs Vorhaben, Tarabas zu bekämpfen, zu beenden. Sie bleibt stur und erklärt ihm, dass sie dies nur für ihre große Liebe Romualdo tue, der durch den Zauberer zu Stein verwandelt wurde. Tarabas sagt ihr, dass sie den bösen Herrscher nie sehen werde, und reitet schließlich davon.
Als ein Sturm aufkommt, finden Fantaghirò und Smeralda Unterkunft in einem alten Gemäuer. In der Nacht bekommen die beiden Besuch von den Gnomen Tarabas’. Diese erbitten Fantaghiròs Hilfe, denn sie fürchten sich vor ihrem bösen Herrn und besonders seiner Mutter. Sie erklären ihr den Weg zu dem dunklen Reich ihres Meisters. Daraufhin ruft sie Donner und Blitz, damit diese die schwarze Hexe wiederherstellen. Sie bringen die Hexe dazu, dass sie dem kleinen Trupp im Kampf gegen Tarabas beisteht, indem sie ihr Herz als Pfand benutzen.
Währenddessen ist Xellesia in ernster Sorge. Sie erzählt ihrem Sohn, dass seine Angebetete Prinzessin Fantaghirò heißt und ihr geliebter Romualdo durch Tarabas’ Verschulden versteinert wurde. Auch versucht sie, ihn dazu zu drängen, Fantaghirò und das Kind zu beseitigen. Aber Tarabas verbietet sich das strikt. Trotzdem ruft sie ihre Fledermäuse, um die beiden Störenfriede herbeibringen zu lassen.
Als die Fledermäuse die Gemeinschaft um Fantaghirò angreifen, schaffen sie es, Smeralda zu entführen. Fantaghirò folgt ihnen sogleich, wobei sie von Blitz, Donner und der schwarzen Hexe begleitet wird. Sie finden schließlich im schwarzen Wald das Zuckerhaus, in dem die Kinder eingesperrt sind. Als die Waffen nichts nützen, fangen sie an, sich durch das Haus zu essen.
Xellesia verhört inzwischen Smeralda und sieht in ihr das Kind, welches Tarabas zu Fall bringen soll. Der hat sich inzwischen zurückgezogen und versucht, seine Liebe zu vergessen. Da berichtet ihm seine Mutter, dass seine Geliebte bereits auf dem Weg zu ihm ist. Überrascht, dass sie ihn gefunden hat, will er Fantaghirò noch ein letztes Mal sehen.
Die Prinzessin hat es inzwischen in das Häuschen geschafft und befreit die Kinder. Trotz ihres Unwillens bewegt sie die schwarze Hexe dazu, den Kindern die Gitter wegzuzaubern und ihnen einen Wagen herzuhexen. Sie beauftragt Donner und Blitz, die Kinder auf ihr Schloss zu bringen. Die schwarze Hexe begleitet weiterhin Fantaghirò, da sie schon seit Jahren davon träumt, den berühmten Tarabas zu treffen. Tatsächlich lässt Tarabas sie gewähren, doch als Fantaghirò sein Reich betritt, verschließt er die Tür vor der schwarzen Hexe, um mit der Prinzessin allein zu reden.
Zuerst werden Fantaghirò ihre Waffen genommen, und nur eine Stimme spricht zu ihr. Darüber ist sie sehr wütend, sie möchte den Mann sehen, mit dem sie redet. Als er schließlich vor ihr steht, kann sie es nicht fassen. Es ist der junge Reisende aus dem Wald. Trotzdem bittet sie ihn auf Knien, Romualdo wieder ins Leben zurückzuholen, auch wenn das ihr Leben fordert. Tarabas will, dass sie ihren Prinzen vergisst, und bietet ihr sogar die Unsterblichkeit an. Als sie verneint, schließt er einen Handel mit ihr. Er küsst sie und löst damit die Versteinerung Romualdos, doch dafür muss sie seine Braut werden und für immer und ewig bei ihm bleiben. Fantaghirò nimmt das Angebot an.
Da er sich in ein Ungeheuer verwandelt, wenn sie ihn küsst, kettet sich Tarabas an. Der Kuss wird vollzogen und erscheint in Form einer roten Spirale. Tarabas verwandelt sich wieder zurück und warnt die schwarze Hexe, die in Fantaghiròs Auftrag den Kuss zu Romualdo bringen soll. Die Flamme des Kusses wird mit der Zeit immer schwächer; wenn sie schließlich weiß geworden ist, hat der Zauber keine Wirkung mehr.
Nun wird Hochzeit gefeiert. Mit Smeralda als ihrer Brautjungfer tritt Fantaghirò schließlich an die Seite von Tarabas, um mit ihm vermählt zu werden. Plötzlich taucht Blitz auf und erzählt der Prinzessin, dass die schwarze Hexe sie betrogen hat. Sie hat sich ihr Herz wiedergeholt und ist nicht zum Schloss zurückgekehrt. Auf Fantaghiròs Bitten hin lässt er sie gehen, um die Hexe zu suchen. Tarabas verhilft ihr mit seiner Zauberkraft zu einer schnellen Reise, damit sie umso schneller wieder zu ihm zurückkehren kann. Als Fantaghirò die schwarze Hexe gefunden hat, bringt sie sie mit einer List dazu, ihr die Flamme zu übergeben.
Inzwischen versucht Xellesia, Smeralda loszuwerden. Sie will sie in einen Brunnen werfen, der bis zum Mittelpunkt der Erde reicht. Ihr wäre jedes Mittel recht, damit Tarabas seine Macht, die sie ihm gegeben hat, nicht verliert. Doch Tarabas geht dazwischen und rettet Smeralda. Zur Strafe nimmt er seiner Mutter ihre Zauberkräfte. Die wird von den Gnomen in den Brunnen gestoßen für all die Qual, die sie ihnen bereitet hat.
Im Schloss angekommen, verteilt Fantaghirò die Flamme des Kusses auf Romualdos Lippen. Doch es ist schon zu spät: Die Flamme war bereits weiß. Plötzlich taucht Smeralda auf und sagt, dass es vielleicht noch eine Möglichkeit gibt. Vor dem Tor steht Tarabas. Fantaghirò bittet ihn um einen neuen Kuss, aber er sagt, dass es keine Wirkung mehr hätte. Nur der Kuss von einer anderen Frau wäre eine Lösung. Aber Tarabas liebt nur Fantaghirò, also ist dies völlig unmöglich. Plötzlich kommt Fantaghirò eine Idee. Tarabas könnte auch Smeralda küssen. Nach einigem Zögern küsst er sie schließlich auf die Stirn, und eine neue Flamme erscheint. Tarabas überreicht sie Fantaghirò und spricht sie von ihren Versprechen frei. Sie gibt ihm noch einen letzten Kuss und eilt dann zu Romualdo, um ihn zu erlösen.
Tarabas macht Smeralda zum Abschied noch ein Geschenk. Sie hat einen Wunsch frei, den sie dazu benutzt, ihre Eltern noch ein letztes Mal wiederzusehen.
Tarabas legt zum Schluss alles Böse ab und führt nun das Leben eines Sterblichen. Somit hat sich die Prophezeiung erfüllt. Die Unschuld einer Königstochter hat das Böse besiegt.